# District culturel de West Kowloon

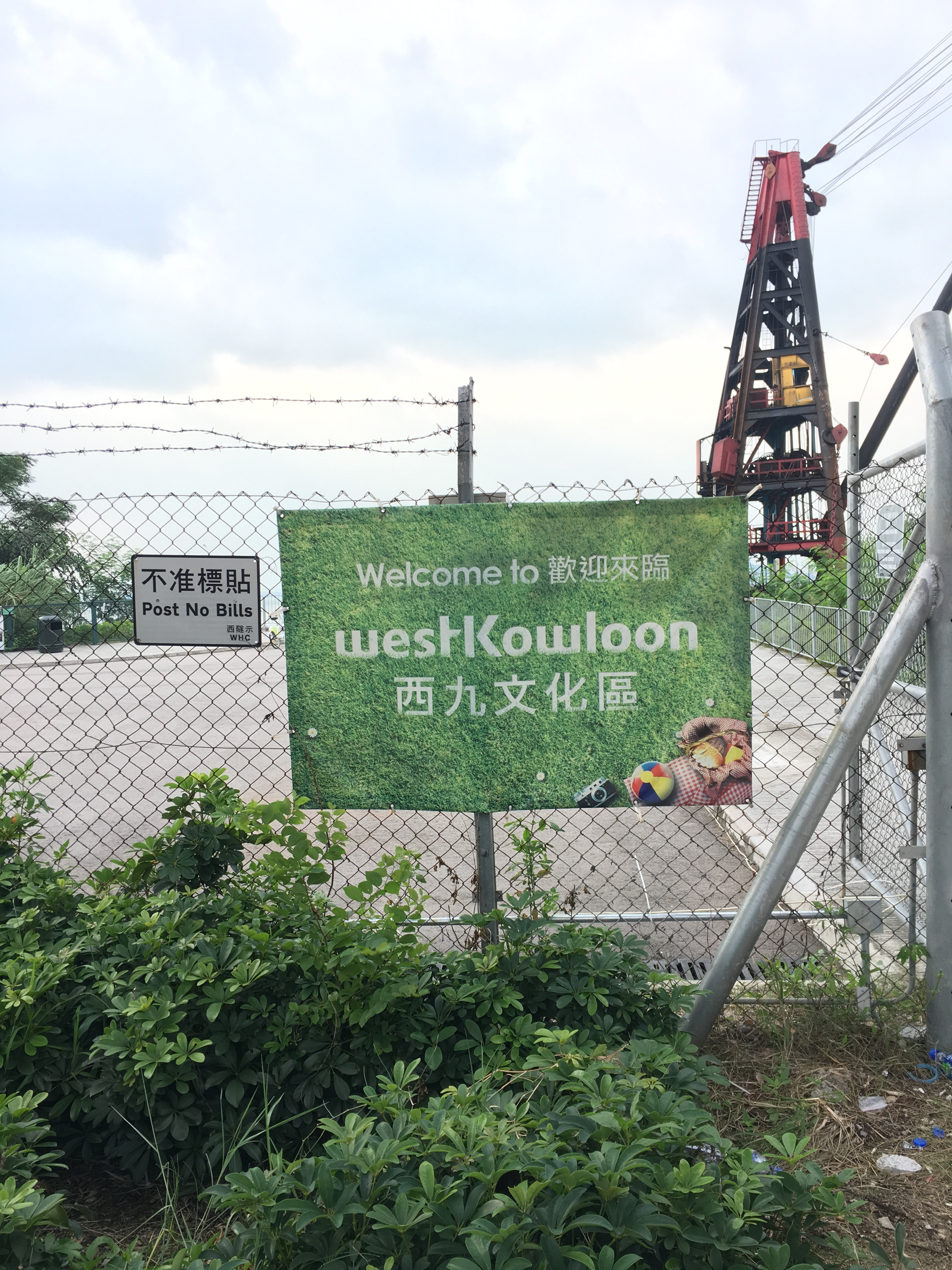
Entrée de l'abri à typhon du district culturel de West Kowloon (septembre 2016).

Le district culturel de West Kowloon (西九文化區, West Kowloon Cultural District) est un nouveau quartier en construction à Hong Kong qui vise à former un centre artistique et culturel de niveau international à West Kowloon (en) sur des terres gagnées sur la mer dans les années 1990 dans le cadre du programme Airport Core. Situé à l'ouest du quartier de Yau Ma Tei (en), le district comprendra un nouveau musée de la culture visuelle, de nombreux théâtres, salles de concert et autres salles de spectacle sous la direction de l'autorité du district culturel de West Kowloon.
Le nouveau district est le plus grand projet artistique et culturel de Hong Kong à ce jour. D'une superficie de 40 hectares, il comprendra 17 lieux artistiques et culturels de base ainsi qu'un espace d'études artistiques. Cela comprend un musée phare de la culture visuelle contemporaine, le M+, dessiné par Farrells (en) et Herzog & de Meuron. Il sera développé en deux phases dont la construction a commencé en 2016. Son premier événement culturel est le théâtre de bambou de West Kowloon (en) qui s'est tenu sur le site du futur centre Xiqu en 2012. L'exposition d'art contemporain Mobile M+: Yau Ma Tei, le deuxième programme de l'autorité,  est le premier d'une série d'expositions « nomades » de pré-ouverture organisées en 2017 avant l'achèvement du M+.
La proposition initiale du projet est annulée en 2005 en raison de doutes sur les modèles de financement, de critiques de l'implication des promoteurs immobiliers, d'un manque de planification et de critiques de la conception par Foster + Partners qui comprenait une structure de canopée coûteuse. Malgré l'engagement du chef de l'exécutif Tung Chee-hwa de créer un « projet de développement culturel historique », le plan initial est critiqué comme étant trop coûteux et manquant de vision. Alors que le projet reprend son cours en 2006, le gouvernement de Hong Kong met en place des comités consultatifs pour formuler un rapport de recommandation afin de décider quelles installations offrir et la manière dont elles seront gérées dans le nouveau district. En 2007, une concertation publique de trois mois est de nouveau en cours et les premières étapes sont achevées en décembre 2007 pour décider quelles installations offrir et comment elles seraient gérées. Le projet est d'abord proposé pour attirer les touristes à Hong Kong, mais l'attention des discussions s'est ensuite tourné vers les avantages pour les habitants locaux, à la fois intellectuels et économiques.
Début 2011, il est prévu que la première phase du projet s'ouvrira à partir de 2015 et la deuxième phase à partir de 2026.

## Introduction
Le site de développement en forme de coin a une superficie de 40 hectares, se trouve dans le district de Yau Tsim Mong et est délimité par Canton Road (zh) à l'est, l'entrée du Western Harbour Crossing et Austin Road West au nord, et Victoria Harbour à l'ouest et au sud.

## Histoire

### Origine
En 1996, l'office du tourisme de Hong Kong (en) mène une enquête auprès des touristes visitant Hong Kong qui conclut que de nombreux touristes trouvent que Hong Kong manque de lieux culturels. En 1998, l'office du tourisme propose au conseil législatif que de nouveaux lieux pour des expositions d'art et autres événements culturels soient créés. Dans l'allocution politique du chef de l'exécutif Tung Chee-hwa de 1998, il propose la création du district culturel de West Kowloon, dans l'espoir de développer Hong Kong comme plaque tournante de la culture et de l'art en Asie.

### Concours de conception
Un concours international est organisé en avril 2001 pour concevoir le district, et un jury de dix membres sélectionne le gigantesque projet de verrière soumis par Foster + Partners d'après huit aspects qui comprennent l'« intégration habile de complexes », la « singularité de l'image » et la « viabilité ». Leslie E. Robertson Associates sont les ingénieurs en structure pour la conception du concept. Cependant, le projet est abandonné en 2005 en raison de fortes critiques du public.

### Invitation de proposition
Le 5 septembre 2003, le gouvernement annonce un appel à propositions pour le développement du district. Alors que les autorités exigent la présence de certaines installations spécifiées, les promoteurs se voient accorder une liberté considérable dans l'élaboration de propositions viables, en d'autres termes, ils peuvent vendre des espaces de bureaux ou d'habitation dans le lot à des fins lucratives tant qu'ils satisfont aux exigences du gouvernement qui sont :
- Trois théâtres d'au moins 2 000, 800 et 400 places respectivement.
- Une salle de spectacle d'au moins 10 000 places.
- Un groupe de quatre musées d'au moins 75 000 m².
- Un centre d'exposition artistique d'au moins 10 000 m².
- Un amphithéâtre sur l'eau.
- Au moins quatre places publiques.
- Une canopée couvrant au moins 55% de la zone de développement[10].

Trois propositions respectivement soumises par Dynamic Star International Limited, Sunny Development Limited et World City Culture Park Limited sont ensuite consultées avec le public de décembre 2004 à juin 2005 afin de sélectionner la proposition finale. Voici les modèles présélectionnés tels que présentés lors de la consultation publique de six mois en 2005 :

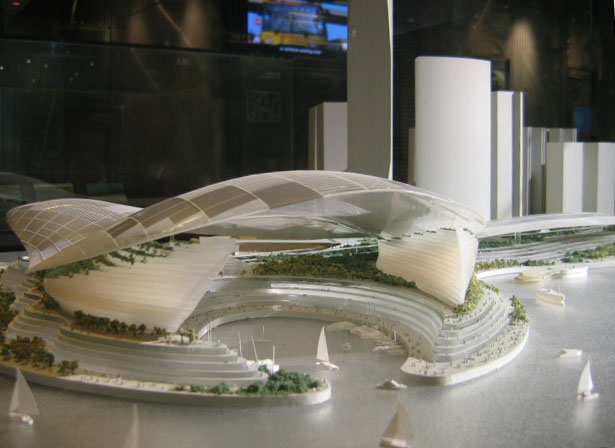
Conception originale de Norman Foster.
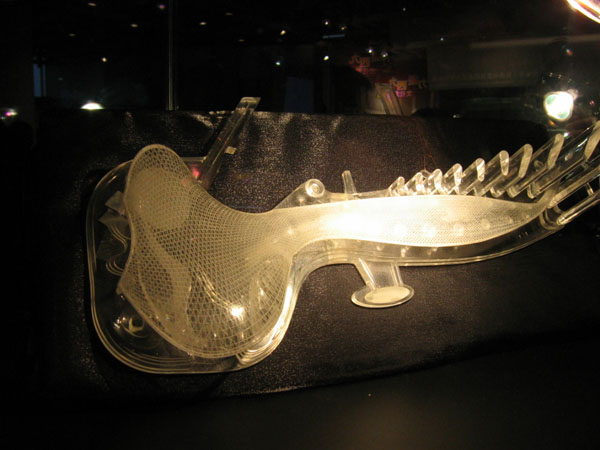
Proposition de Dynamic Star International[11].
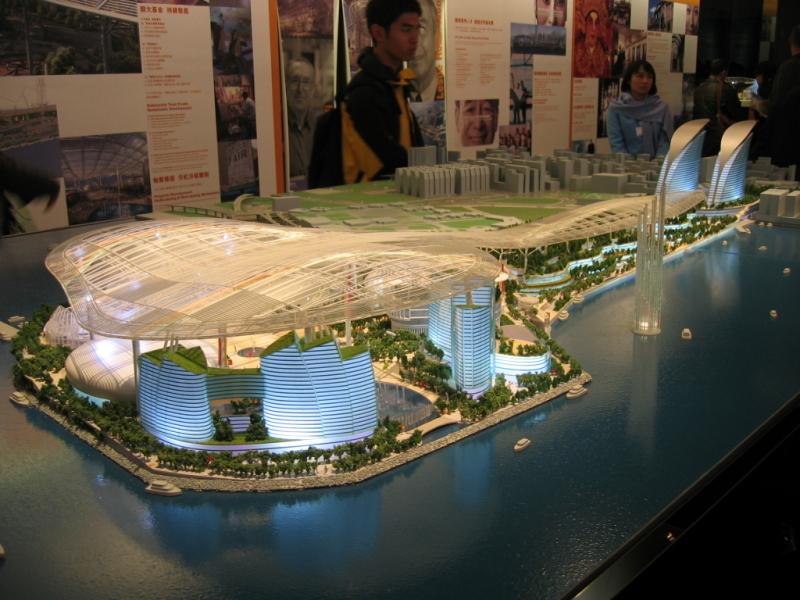
Proposition de Henderson Land.
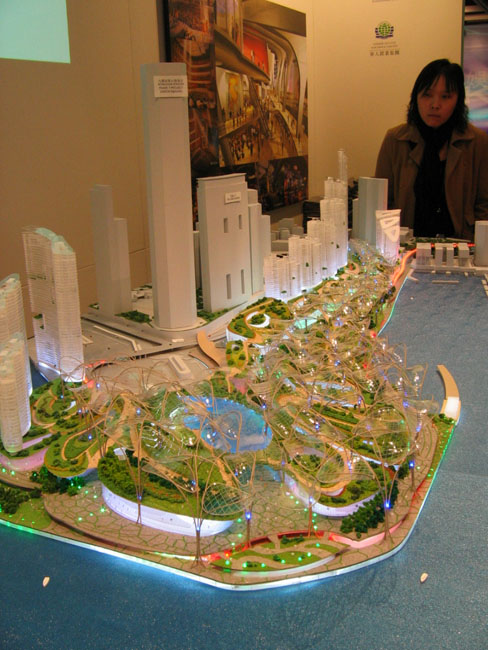
Proposition de Yell Lin International.

### Première consultation publique
Le résumé du rapport de consultation montre l'approche de développement monobloc, la verrière, la supervision gouvernementale et le concept du projet le plus concerné et discuté dans les questions ouvertes sur le formulaire de consultation. Le rapport note qu'il y a une forte opposition à l'approche de développement monobloc, ainsi qu'une crainte que le projet puisse évoluer vers un projet de développement immobilier ordinaire. Plus de la moitié des soumissions écrites sont contre la verrière.
Alors que le gouvernement renouvelle les conditions pour le développement, les promoteurs présélectionnés ne renouvellent pas leurs propositions et le Premier secrétaire de l'administration Rafael Hui déclare que la verrière géante très critiquée, pièce maîtresse de la conception gagnante de l'architecte Norman Foster, serait mise au rebut avec l'ensemble pour commencer un tout nouveau examen des installations de base à offrir.

### Comités consultatifs
Le gouvernement nomme des membres au comité consultatif sur les principaux équipements artistiques et culturels du nouveau district le 6 avril 2006 et le comité doit durer jusqu'en juin 2007. Il réexamine et confirme sa nécessité tel que défini dans l'appel à propositions de septembre 2003.

### Étape 1: Engagement du public
L'exercice de mobilisation du public de l'étape 1 se déroule du 8 octobre 2009 au 7 janvier 2010 et dure trois mois. À ce stade, l'autorité du district organise des forums publics et des réunions de groupes de discussion afin de comprendre les points de vue et les besoins des parties prenantes et du public. Environ 66 événements d'engagement du public sont organisés.

### Étape 2: Engagement du public
Après l'étape 1, l'étape 2 consiste à recueillir les commentaires du public et de divers actionnaires sur les plans conceptuels préparés par trois équipes de planification principale. Ces équipes de planification intégrent dans leurs plans conceptuels les opinions publiques apprises à l'étape 1.
Les trois plans conceptuels sont dévoilés le 20 août 2010 par l'autorité du nouveau district.
- City Park – préparé par Foster + Partners, dirigé par Norman Foster.
- Cultural Connect – préparé par Rocco Design Architects (en), dirigé par Rocco Yim.
- Project for a New Dimension – préparé par Office for Metropolitan Architecture, dirigé par Rem Koolhaas.

L'étape 2 d'engagement du public dure trois mois et se déroule jusqu'au 20 novembre 2010.

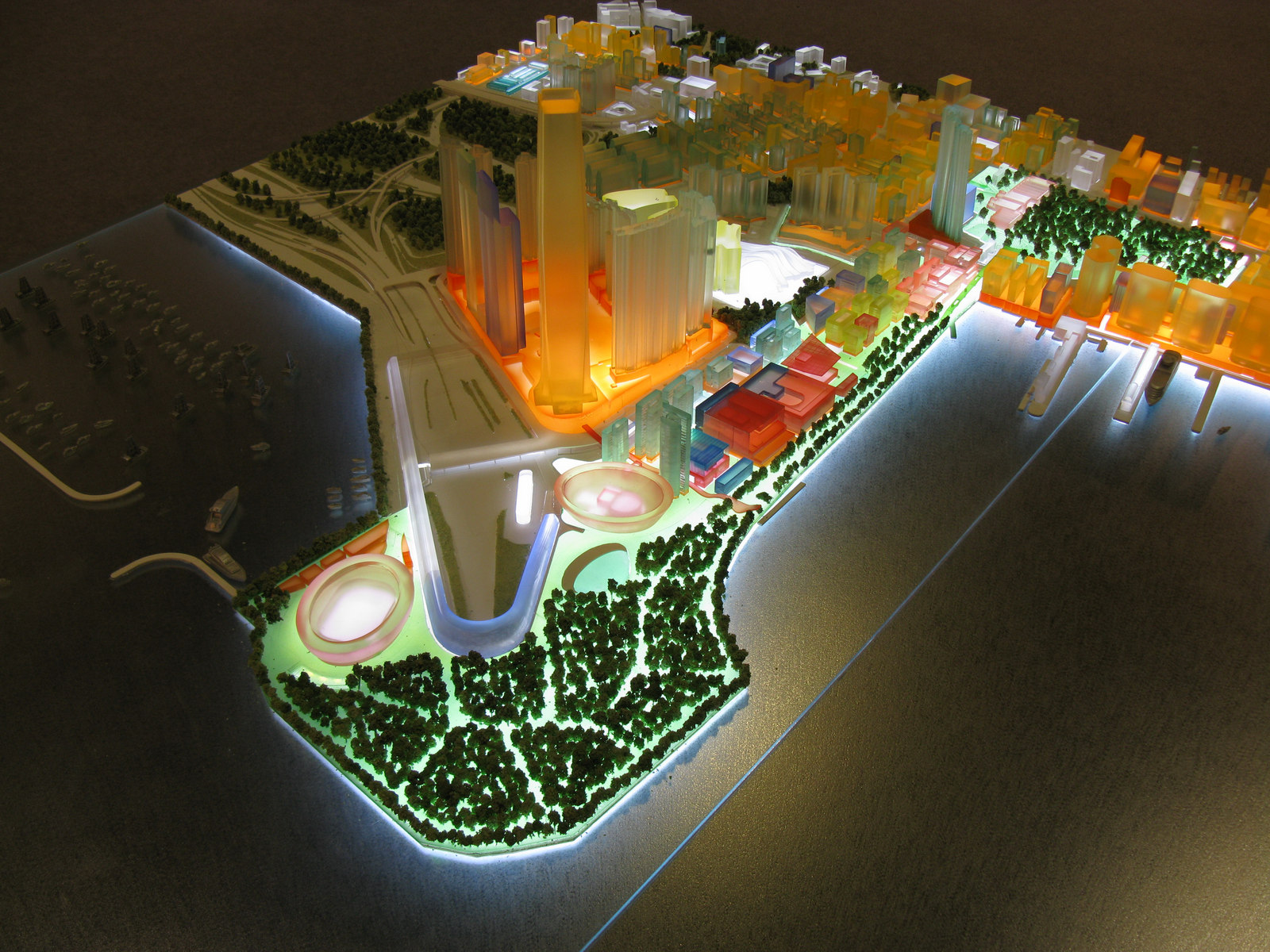
City Park – Foster + Partners
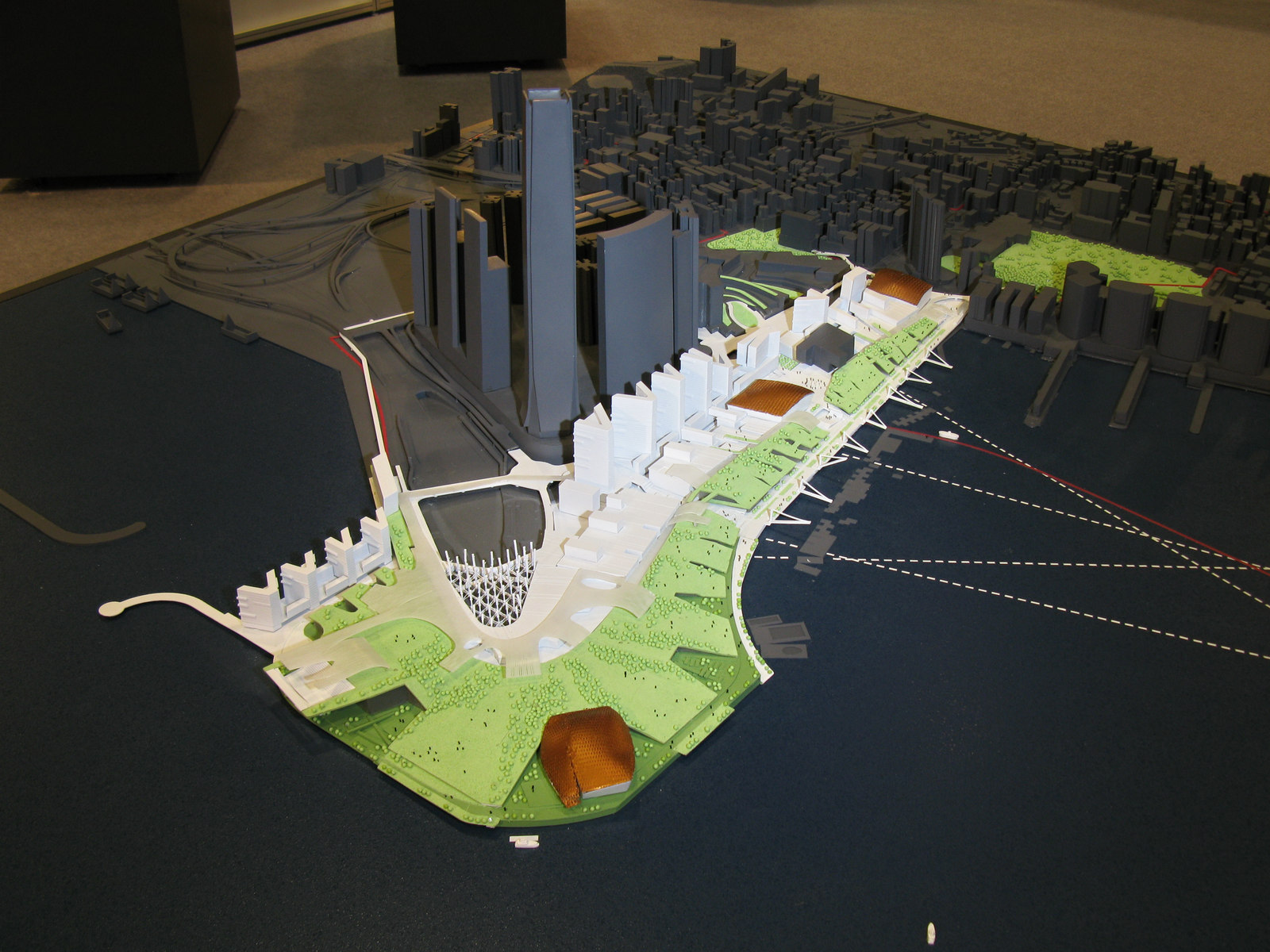
Cultural Connect - Rocco Design Architects
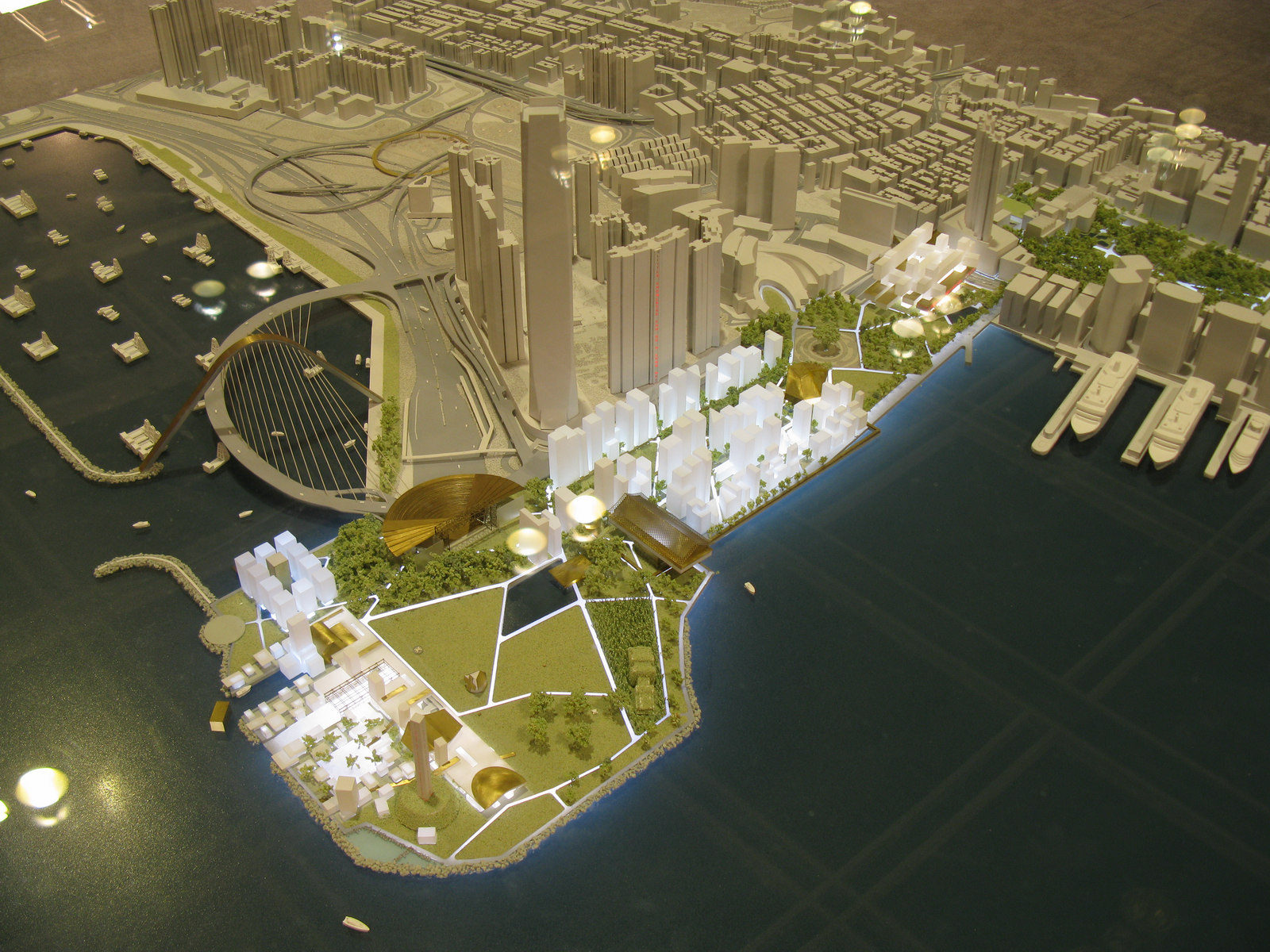
Project for a New Dimension – Office for Metropolitan Architecture

### Sélection du plan directeur
Le 4 mars 2011, le plan de Foster + Partners, City Park, est sélectionné comme plan directeur parmi les trois propositions,,. Ronald Arculli (en), le chef de l'autorité de district culturel de West Kowloo ainsi que le jury de sélection déclarent que le plan directeur sera soumis au conseil d'urbanisme fin 2011 et que la construction commencera dès le quatrième trimestre 2012. La première phase du district pourra être achevé fin 2015. Le plan est initialement évalué à 21,6 milliards HK$. En octobre 2011, le gouvernement révise à la hausse ses estimations de coûts, affirmant que cela coûtera plus de 29 milliards HK$.

### Étape 3: Engagement du public
L'exercice d'engagement du public de l'étape 3 débute le 30 septembre 2011 à la galerie d'exposition thématique du centre de découverte du patrimoine de Hong Kong. Le point central de l'exposition est un modèle physique géant à l'échelle 1:250, montrant à quoi ressemblera le futur centre des arts, avec des installations artistiques et culturelles majeures ainsi que d'autres installations. Pour améliorer la compréhension publique des plans, un modèle 3D numérique, des photomontages et des panneaux affichant des informations et des caractéristiques clés sont également présents. Des brochures sont distribuées lors de l'exposition, permettant au public de laisser des commentaires. Le plan, avec consultation publique jusqu'au 30 octobre, est transmis au conseil d'urbanisme (en), qui peut donner son feu vert d'ici la fin de l'année prochaine.

## Sites

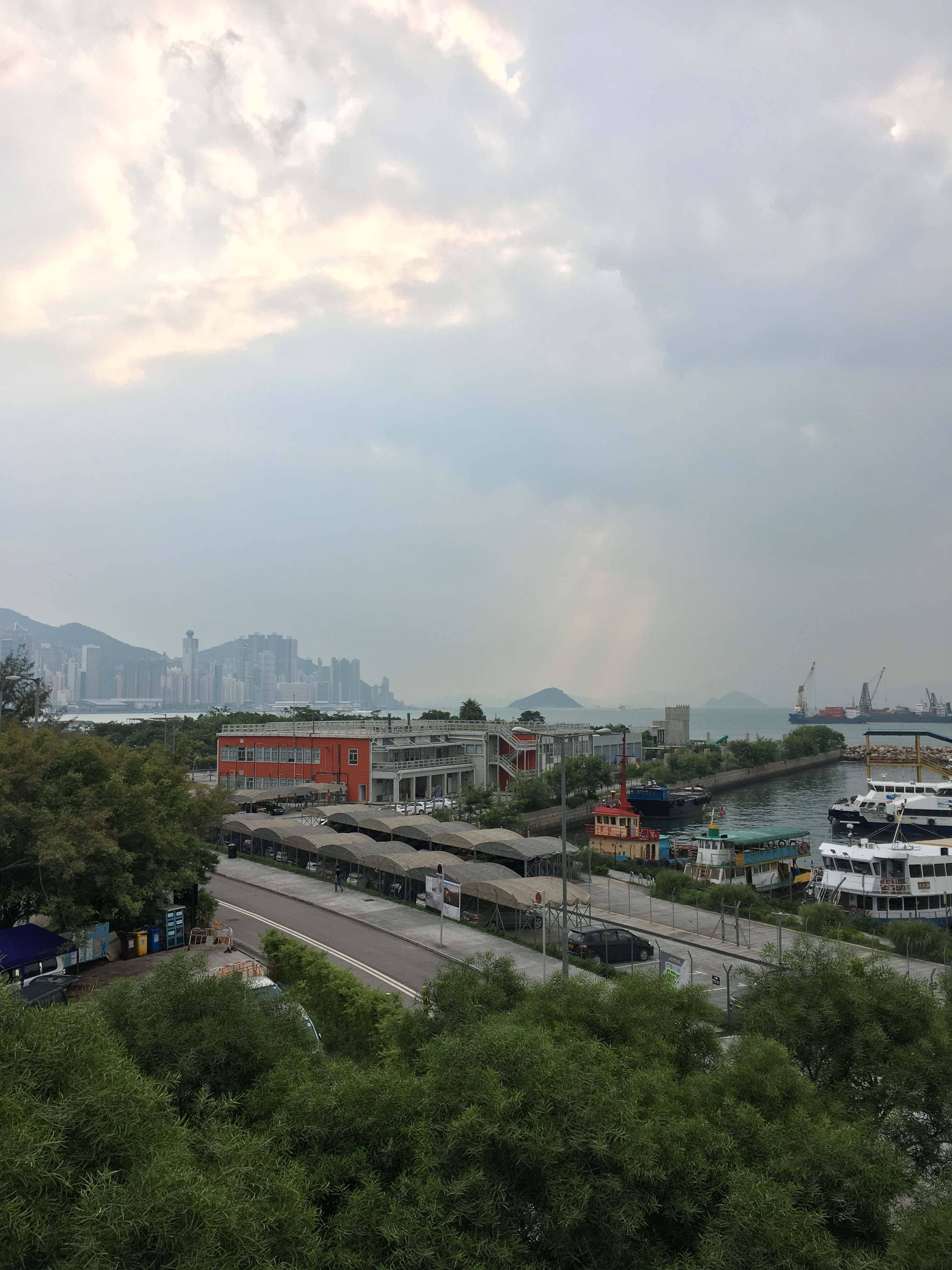
Bureau de site du projet du district culturel de West Kowloon.

L'autorité du district culturel de West Kowloon adopte actuellement une approche pragmatique pour mettre en œuvre le projet, qui fournirait le parc de West Kowloon et les principales installations artistiques et culturelles du projet en trois lots.

### Installations du lot 1 (date d'achèvement prévu: 2018)

#### Pépinière temporaire
Ouvert en juillet 2015, le parc de pépinières temporaire est situé dans la partie nord-ouest du nouveau district, où il était initialement prévu de placer le Mega Performance Venue et un parc des expositions.
Le parc des pépinières comprend quelques pelouses, une zone pour animaux de compagnie et est un terrain d'essai pour les plantes du futur parc.
Le parc des pépinières est l'endroit où Freespace Happening, l'événement régulier de l'autorité du district, a lieu.

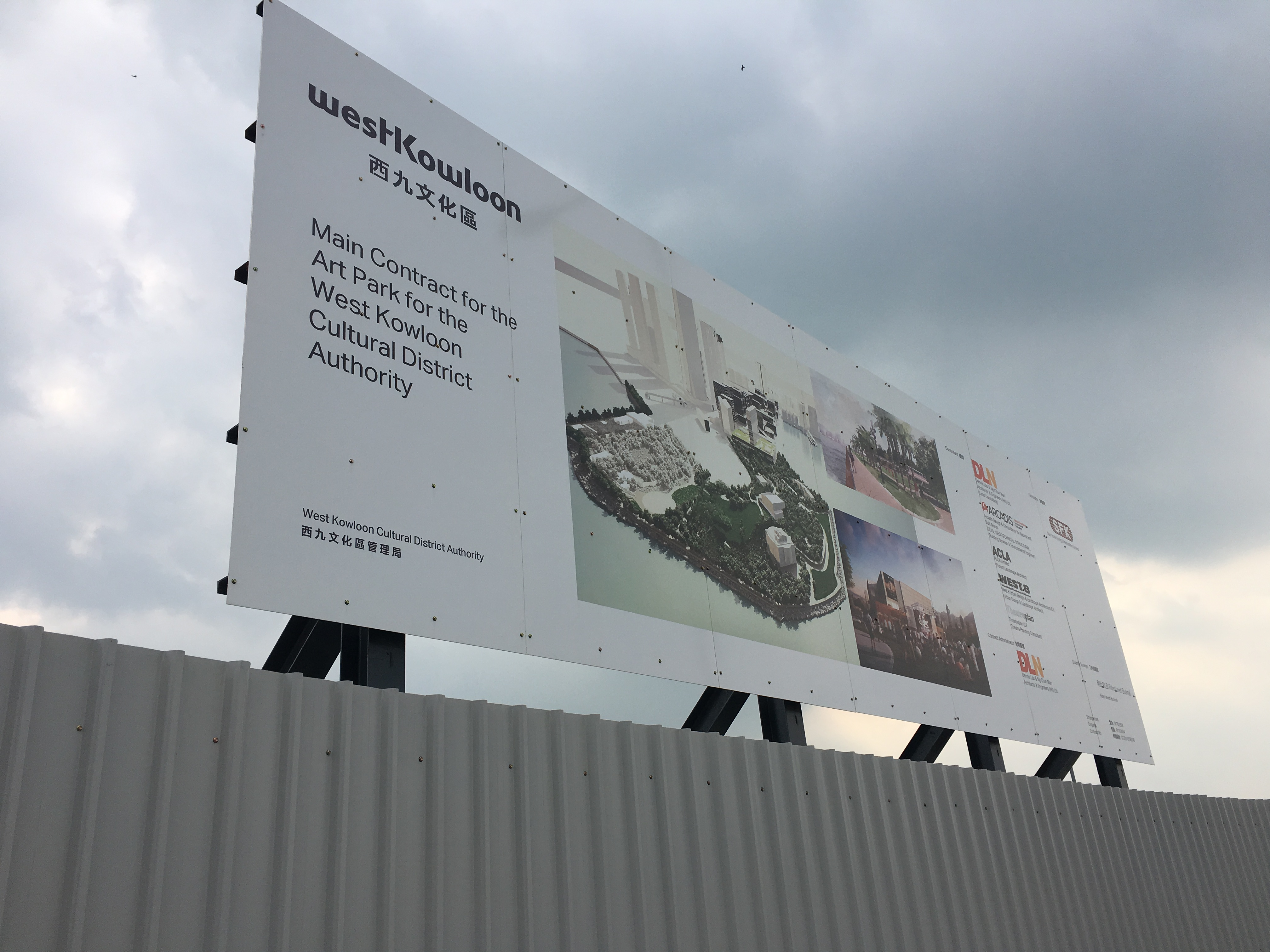
Site de construction du parc artistique (septembre 2016).

#### Le parc
Le parc comprend le pavillon M+, Freespace et The Lawn. Conçu par Dennis Lau & Ng Chun Man Architects & Engineers (Hong Kong) avec West 8 (Pays-Bas) et ACLA (Hong Kong), il doit ouvrir par phases de 2017 à 2018.

##### Pavillon M+
Conçu par Lisa Cheung de VPANG + JET +, le pavillon M+ est le premier lieu permanent achevé du district. Il offre un espace d'exposition avant l'achèvement du bâtiment du musée voisin.
Il est inauguré avec l'exposition Nothing de l'artiste hongkongais Tsang Kin-wah (en) en septembre 2016.

##### Freespace
Freespace fournira un théâtre expérimental pouvant accueillir des représentations debout et assis, une grande pelouse où une scène extérieure peut être aménagée pour les festivals et événements, et un salon d'accueil. Son ouverture est prévue pour 2019.

#### Musée M+
Le M+ se concentrera sur quatre éléments : le design, la culture populaire, les images en mouvement et les arts visuels.
En juin 2010, il est annoncé que le directeur exécutif du musée sera Lars Nittve, le directeur fondateur de la Tate Modern de Londres. Il prend ses nouvelles fonctions en janvier 2011 pour un mandat de trois ans. Il promet d'assurer la liaison avec les acteurs locaux des arts pour surmonter sa méconnaissance avouée de la scène artistique de Hong Kong.
En juillet 2012, Uli Sigg (en) annonce faire don de sa collection de 1463 œuvres d'art contemporain chinoises, d'une valeur de 163 millions $, qui doit servir de pièce maîtresse de la nouvelle collection du M+ lors de son ouverture en 2017. Le musée achète 47 autres œuvres pour 23 millions $.
En 2013, l'équipe lauréate du prix Pritzker, Herzog & de Meuron et Farrells (en), est choisie pour concevoir le musée à 642 millions $, en battant des concurrents qui incluent Renzo Piano et Toyō Itō. La section horizontale du bâtiment en forme de T offrira 183 000 pieds carrés d'espace d'exposition, tandis que la barre verticale, consacrée aux bureaux, au stockage et à l'éducation, sera dotée d'un système d'éclairage à LED pouvant mettre en valeur les œuvres d'art.
Le M+ est prévu d'ouvrir en 2021.

### Installations du lot 2 (date d'achèvement prévu: 2020)

#### Complexe du théâtre lyrique
Le complexe du théâtre lyrique sera le principal lieu des arts de la scène du district. Il comprend un théâtre de 1 450 places, un théâtre de taille moyenne de 600 places et un petit théâtre de 250 places. Un centre des entreprises résidentes et de vastes installations de répétition seront également situés dans le complexe.
Il est prévu d'être achevé en 2021.

#### Centre pour spectacles contemporains
Le centre comprendra deux théâtre expérimentaux.

### Installations du lot 3 (date d'achèvement prévu: après 2020)
- Musée du Palais de Hong Kong
  - Le 23 décembre 2016, Carrie Lam, présidente de l'autorité du district, annonce à Pékin qu'un nouveau musée du Palais de Hong Kong sera construit sur la partie sud du terrain initialement prévu pour le Mega Performance Venue et le centre d'exposition. D'une superficie d'environ 10 000 m², la surface au sol du nouveau musée du palais est estimée à 30 500 m², abritant deux galeries d'exposition, des salles d'activités, un amphithéâtre de 400 places, des boutiques de souvenirs et des restaurants. Le fonds de charité du Jockey Club de Hong Kong fera don de 3,5 milliards HK$ pour la conception, la construction et la préparation des expositions du musée. Rocco Yim, un architecte hongkongais, est chargé de concevoir le musée du palais. Les travaux de fondation et de construction commencent en 2017 et le musée doit ouvrir en 2022.

- Théâtre musical (2 000 places)
- Grand théâtre
- Centre de musique (y compris salle de concert et salle de récital)
- Théâtre moyen (comprend un théâtre de 600 places)

### Pas de date annoncée
- M+ Phase II
- Petit théâtre Xiqu

### À l'étude pour une autre utilisation

#### Mega Performance Venue et centre d'exposition
Le Mega Performance Venue est conçu comme une salle de spectacle de 15 000 places. Le conseil d'administration de l'autorité du district culturel de West Kowloon décide que le site de l'actuel parc de pépinières ne sera pas son site définitif. L'autorité envisage maintenant de développer la partie nord comme lieu polyvalent de taille moyenne pour des expositions, des congrès et des spectacles grâce à une initiative de financement privé.

## Usage actuel

### Promenade du front de mer de West Kowloon

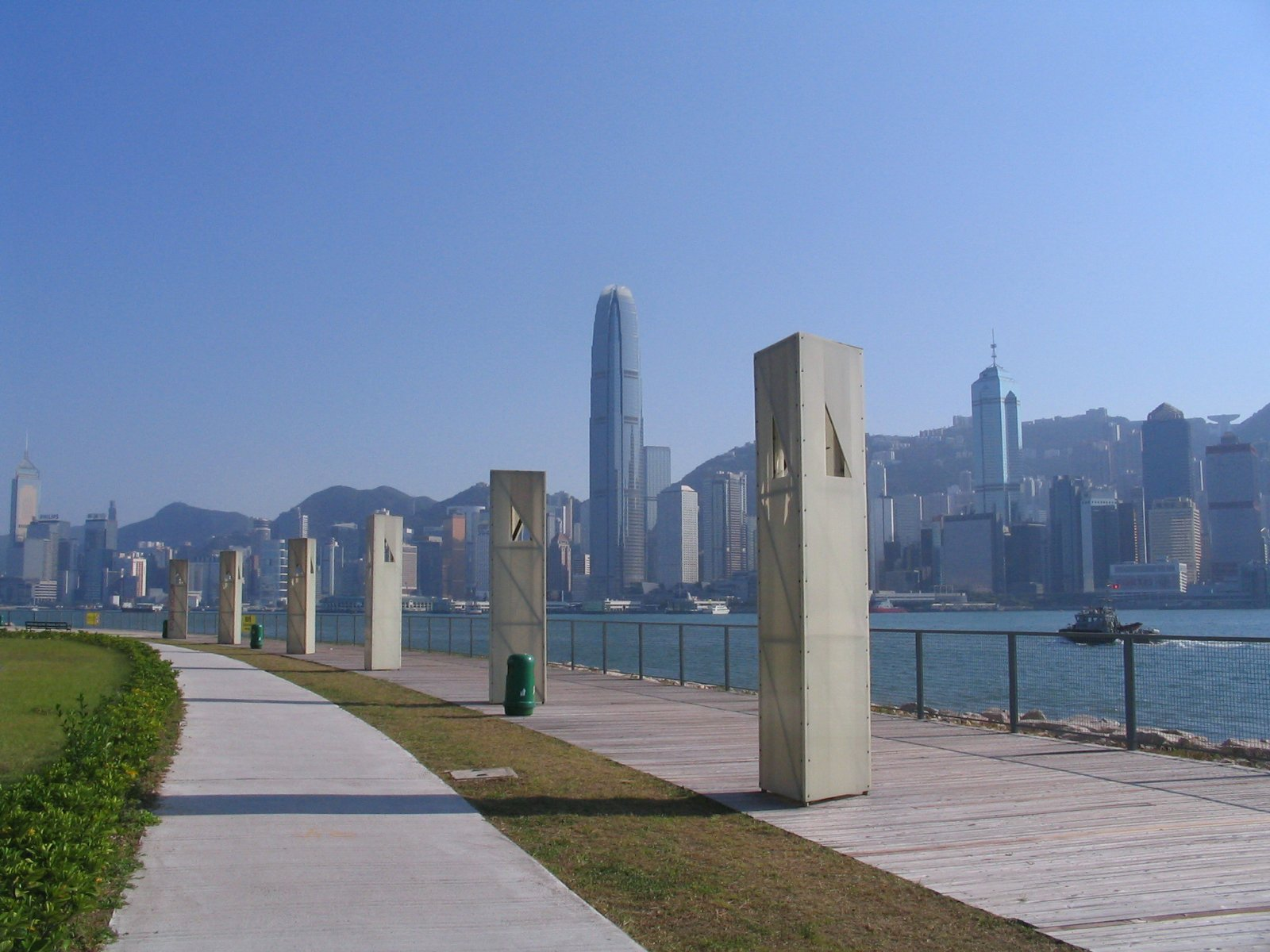
(fermée)

Une partie du site est utilisée comme promenade temporaire (promenade du front de mer de West Kowloon (en)) administrée par le département des loisirs et des services culturels, accessible immédiatement à l'est des péages de Western Harbour Crossing, ou via une entrée piétonne à proximité de la gare routière à l'ouest des postes de péage. Des vélos sont disponibles à la location, destinés à rouler le long d'une courte piste cyclable au bord de l'eau, qui sera retirée lors de l'aménagement du site.

### Théâtre de bambou de West Kowloon

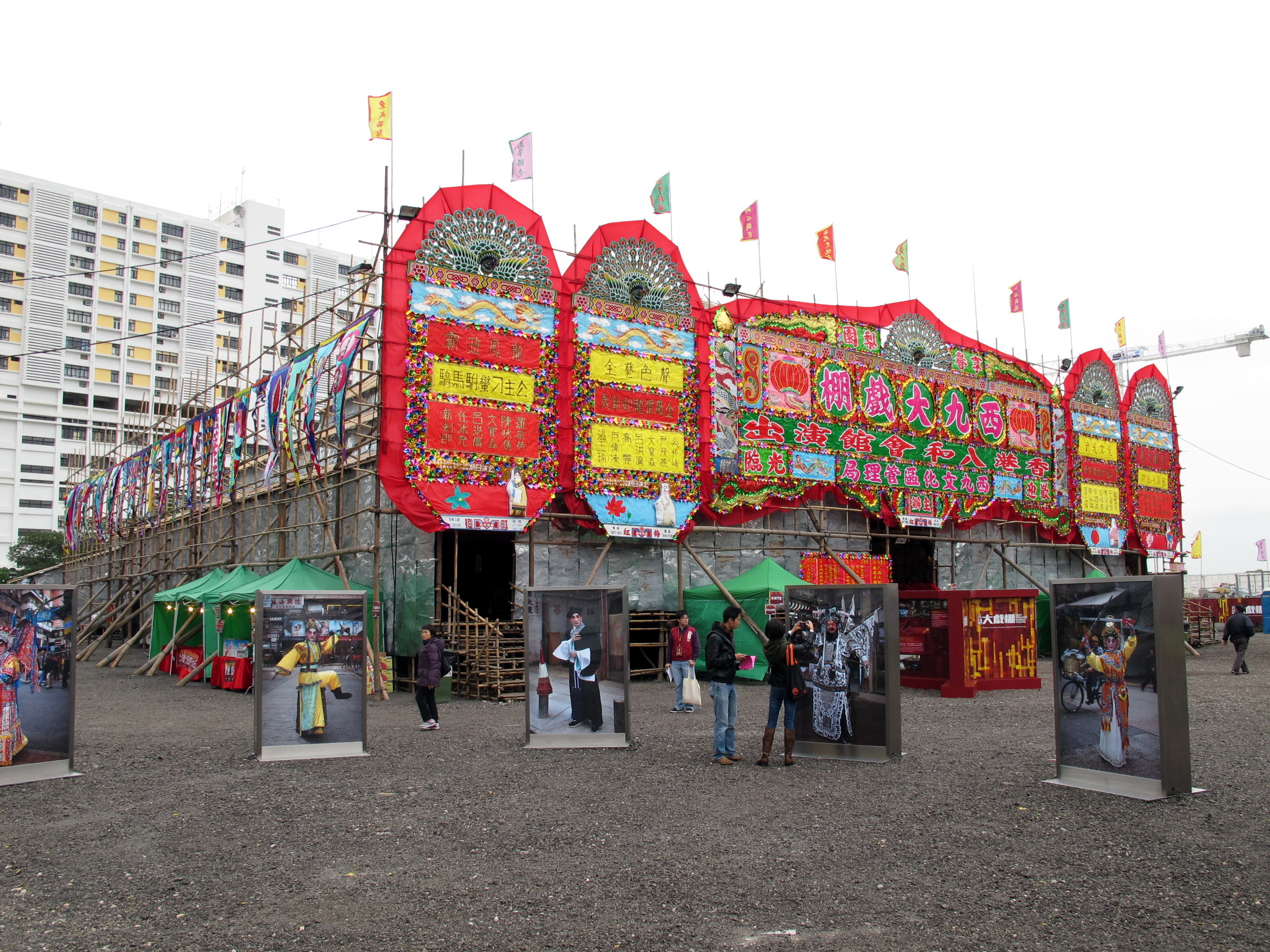
(2012)

Du 18 au 24 janvier 2012, le théâtre de bambou de West Kowloon (en) s'est tenu à l'intersection de Canton Road et Austin Road West (le futur site du centre Xiqu). C'est le premier événement culturel organisé par l'autorité du district pour marquer le lancement de la phase de conception et de construction du quartier. L'événement est une combinaison d'opéra cantonais, d'installations d'art visuel contemporain et de projections de films en collaboration avec l'association des artistes chinois de Hong Kong (en) et divers artistes plasticiens renommés, et a attiré environ 12 000 spectateurs en 7 jours.
L'autorité du district prévoit de faire du théâtre de bambou un événement annuel, prolongeant la période à trois semaines en 2013 pour inclure d'autres formes d'arts de la scène comme de la musique chinoise contemporaine et les spectacles de danse.

### Freespace Fest
Freespace Fest (en) est un festival de musique contemporaine et d'arts de la scène de deux jours organisé chaque année, à partir de 2012, à Freespace, le futur lieu de spectacle situé à l'intérieur du parc du district culturel de West Kowloon pour la musique live et les spectacles transfrontaliers qui s'ouvriront en 2015/16. Freespace Fest comprend des programmes de musique contemporaine, des spectacles de rue et d'autres événements expérimentaux d'arts du spectacle.

### Programmes et événements
Le 27 août 2012, l'autorité annonce une poignée d'événements pour « apporter la vie et les gens au district » avant qu'une pépinière d'arbres et la construction du parc ne commencent l'année prochaine sur le promontoire.
| Date de l'évènement                 | Nom de l'évènement                     | Lieu                                                      | Organisateur                             |
| ----------------------------------- | -------------------------------------- | --------------------------------------------------------- | ---------------------------------------- |
| 1er novembre 2012 – 4 novembre 2012 | Hong Kong Wine & Dine Festival         | Promenade du front de mer de West Kowloon                 | Office du tourisme de Hong Kong          |
| 1er décembre 2012 – 2 décembre 2012 | Clockenflap Music & Arts Festival (en) | Promenade du front de mer de West Kowloon                 | Clockenflap                              |
| 15 décembre 2013 – 16 décembre 2013 | Freespace Fest (en)                    | District culturel de West Kowloon (parc)                  | Autorité du district                     |
| 21 janvier 2013 – 11 février 2013   | Song Dong: 36 Calendars                | TBC                                                       | Autorité du district et Asia Art Archive |
| 17 janvier 2014 – 9 février 2014    | Théâtre de bambou de West Kowloon (en) | Jonction de Canton Road et Austin Road West (centre Xiqu) | Autorité du district                     |
| 23 mars 2013 – 2 juin 2013          | Mobile M+: INFLATION!                  | District culturel de West Kowloon                         | Autorité du district                     |

## Authorité
L'autorité du district est créée en vertu du chapitre 601 de l'ordonnance de l'utorité du district culturel de West Kowloon, entrée en vigueur le 11 juillet 2008. Elle est composée d'un conseil d'administration, de comités et des chefs du conseil exécutif.
Un conseil d'administration est nommé en octobre 2008. Son président est le Premier secrétaire de l'administration Henry Tang. Pendant que des fonctionnaires et des experts du gouvernement sont recrutés pour aider temporairement les opérations de l'autorité, les cadres et les directeurs sont recrutés pour gérer indépendamment l'opération.
L'autorité dispose d'une équipe de direction de sept personnes. Son premier directeur exécutif (Project Delivery), Angus Cheng Siu-chuen, ancien cadre de Hong Kong Disneyland, est nommé en juin 2009 mais démissionne pour « raisons personnelles » moins de deux semaines après avoir pris ses fonctions. Le directeur du projet Augustine, Ng Wah-keung, dirige ensuite le projet à titre provisoire,.
Le 24 mars 2010, Graham Sheffield (en), ancien directeur artistique du Barbican Centre de Londres, est nommé directeur général de l'autorité pour un contrat de trois ans, avec un salaire de 3,5 millions HK$ par an,. Cependant, le 7 janvier 2011, il démissionne aussi soudainement pour « raisons de santé », à peine cinq mois après son arrivée et n'est pas disponible pour parler aux médias. Un exercice de recrutement pour remplacer Sheffield est lancé rapidement,.
L'impact des deux démissions de haut niveau inquiète les critiques d'art et une membre du panel des affaires intérieures du conseil législatif, Tanya Chan, qui craint que les candidats au poste ne soient découragés par les problèmes apparents du projet, qui pourraient être retardés d'un an, jusqu'en 2020.
Le 27 mai 2011, Michael Lynch (en), ancien directeur général du Southbank Centre de Londres, est nommé directeur de l'autorité par Henry Tang. Il démissionne en 2015, invoquant des raisons familiales, et est remplacé par Duncan Pescod (en), actuellement en poste.